# Пристай-Огоновська Наталка Олексівна

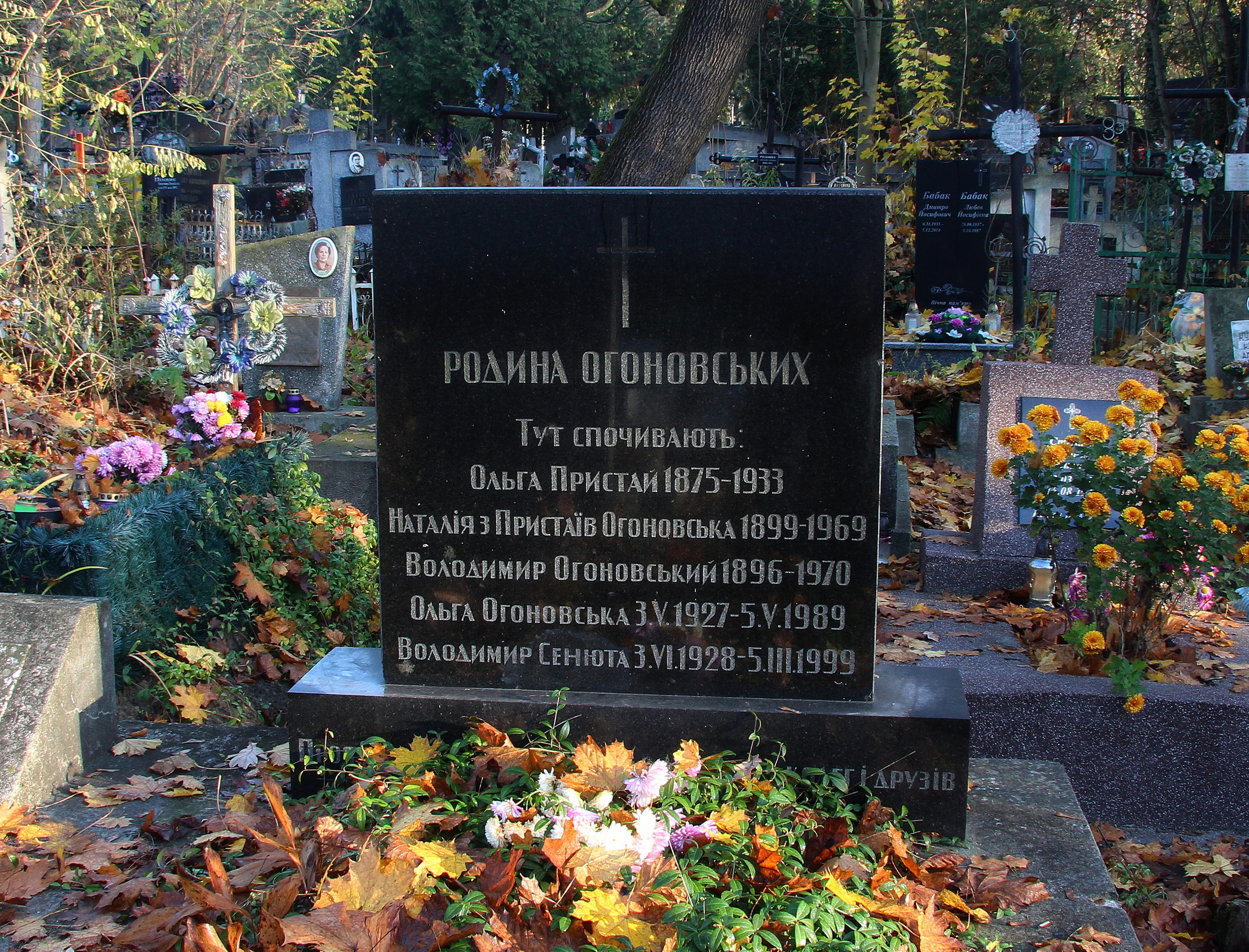
Надгробок на могилі родини Огоновських.

Наталка Олексівна Пристай-Огоновська (10 червня 1899, с. Лагодів, нині Львівська область — 26 лютого 1969, Львів) — український живописець. Донька Олекси Пристая, дружина Володимира Огоновського.

## Життєпис
Наталка Пристай народилася 10 червня 1899 року в селі Лагодові Перемишлянського повіту, нині Перемишлянської громади Львівського району Львівської области України.
Навчалася в Українській жіночій гімназії сестер василіянок у Львові (1917). Закінчила філософський факультет Віденського університету (1926).
Під час Першої світової війни працювала в Українському жіночому товаристві допомоги Українським січовим стрільцям.
У 1939—1941 роках викладала українську мову у Львівській консерваторії, 1944—1964 — англійську мову у Львівському медичному інституті.
Померла 26 лютого 1969 року у Львові. Похована на Янівському цвинтарі.

## Творчість
Відвідувала майстерню та приватні лекції рисунку Олекси Новаківського. У березні 1923 року була однією із п'яти перших учнів його мистецької школи.
У доробку — вишивки; олійні та рисункові композиції, які збереглися в приватних колекціях жителів Львова.
Серед творів:
- «Квіти» (1918),
- «Посмертний портрет діда Бачинського» (1922),
- «Автопортрет на тлі весняних квітів» (1923).

Роботи експонувалися під час виставки в Національному музеї у Львові, яка була присвячена 75-літтю від заснування Мистецької школи Олекси Новаківського (1998).